# 이동혁 (1875년)
이동혁(李東爀, 일본식 이름: 森山肇三모리야마 게이조, 1875년 5월 24일 ~ 1948년 9월 28일)은 대한제국과 일제강점기의 관료로 본적은 경성부 내자정(內資町)이다.

## 생애
1907년 12월 제실유재산조사국(帝室有財産調査局) 강원도 역둔토(驛屯土) 조사위원으로 활동했으며 1910년 3월부터 1914년 2월까지 강원도 김화군수로 근무했다. 1912년 8월 1일 일본 정부로부터 한국 병합 기념장을 받았고 1914년 2월 28일부터 1919년 8월 11일까지 강원도 양양군수로 근무했다. 1915년 2월에는 1914년 3월 당시에 경성부 향교 건물 수리 비용으로 20원을 기부한 사실 때문에 조선총독부로부터 목배 1개를 받기도 했다.
1915년 11월 10일 일본 정부로부터 다이쇼 대례 기념장을 받았으며 1917년 4월 강원도 지방토지조사위원회 임시위원으로 위촉되었다. 1919년 8월 12일부터 1922년 8월 11일까지 강원도 화천군수로 근무했고 1922년 8월 12일에는 강원도 양구군수로 임명되었다. 1923년 7월 22일 일본 정부로부터 훈6등 서보장을 받았다. 1924년 3월 각파유지연맹 발기인, 1925년 1월 시국대동단 발기인 겸 집행위원으로 참여했으며 1926년부터 1933년까지 동민회 평의원을 역임했다. 1928년 11월 16일 일본 정부로부터 쇼와 대례 기념장을 받으면서 정6위에 서위되었다.
1927년부터 1936년까지 경성부 방면위원(북부 상임위원)을 역임했으며 1931년 전후에는 국민협회 평의원으로 활동했다. 1931년 7월 이후부터 경성전기가스 부영기성회(府營期成會) 위원과 북부 선전부 위원으로 활동했고 1931년 10월에는 경성신사(京城神社) 행렬계장(行列係長)으로 근무했다. 이 때부터 그는 경성부에서 각종 공직을 맡으면서 이 지역의 유지가 된다.
1933년부터 1942년까지 대정친목회 이사, 1933년부터 1939년까지 영익사(永益社)주식회사 감사로 근무했으며 1935년 4월에는 일본 정부로부터 대일본방면위원연맹공로장(大日本方面委員聯盟功勞章)을 받았다. 1936년 전후에는 적선정(積善町) 총대(總代), 정총대연합회(町總代聯合會) 이사, 경성 북부 인보관(隣保館) 전무이사, 경성신사 상담역, 재향군인회(在鄕軍人會) 명예회원으로 활동했고 1939년부터 1941년까지 국민협회 이사를 역임했다. 1940년 경성 북부 인보관장을 역임했으며 1940년 전후부터 1942년까지 영익사주식회사 전무이사 및 이사를 역임했다.
2008년 민족문제연구소가 발표한 친일인명사전 수록예정자 명단 중 관료 부문과 친일단체 부문에 포함되었으며 2009년 친일반민족행위진상규명위원회가 발표한 친일반민족행위 705인 명단에도 포함되었다.

## 같이 보기
- 국민협회
- 동민회

## 참고 문헌
- 친일반민족행위진상규명위원회 (2009). 〈이동혁〉. 《친일반민족행위진상규명 보고서 Ⅳ-12》. 서울. 504~526쪽.
- 이동혁(李東爀) - 국사편찬위원회